# 奧西奇
51°25′22″N 32°48′10″E / 51.42278°N 32.80278°E
奧西奇（烏克蘭語：Осіч），是烏克蘭北部的村莊，隸屬切爾尼希夫州的尼任區。該村始建於1700年，面積0.7平方公里，海拔高度117米，2006年人口274，人口密度每平方公里391.4人。